# SS Kronprinzessin Cecilie
Le SS Kronprinzessin Cecilie est un paquebot construit en Allemagne impériale en 1906 pour la Norddeutscher Lloyd. Il effectue un service transatlantique entre son port d'attache de Brême et New York jusqu'au déclenchement de la Première Guerre mondiale.
En mer après avoir quitté New York en août 1914, il fait demi-tour et est interné dans le port de Bar Harbor (Maine) par les États-Unis, alors neutres. Lorsque le pays entre en guerre en avril 1917, le navire est saisi par l'US Navy et renommé USS Mount Vernon (ID-4508). Alors qu'il sert de transport de troupes, le Mount Vernon est torpillé en septembre 1918. Bien qu'endommagé, il peut rentrer au port pour être réparé et reprend du service. En 1919, après la fin de la guerre, il est abandonné avant d'être détruit à Baltimore (Maryland).

## Histoire
Le Kronprinzessin Cecilie, construit à Stettin en 1906 par les chantiers navals de la AG Vulcan Stettin, est le dernier d'une série de quatre navires bâtis pour la Norddeutscher Lloyd (avec le Kaiser Wilhelm der Grosse, le Kronprinz Wilhelm et le Kaiser Wilhelm II), et le dernier navire allemand possédant quatre cheminées. Le navire mesure 208,9 mètres de long pour 22 mètres de large, avec un tonnage de 19 400 tonnes. Il possède quatre machines à vapeur à triple expansion alimentant quatre hélices. Ceci lui permet de voguer à 23 nœuds. Il est baptisé en l'honneur de la duchesse Cécile de Mecklembourg-Schwerin, Kronprinzessin de Prusse.

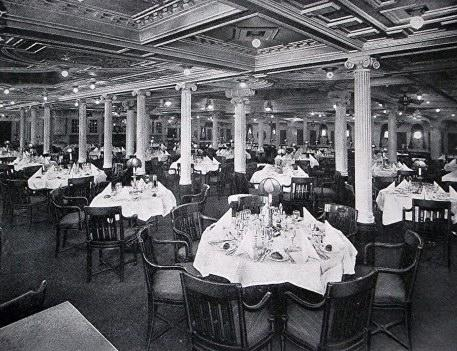
Salle à manger en première classe.

Le navire opère sur la route Brême—New York, s'arrêtant parfois dans d'autres ports comme Boston et La Nouvelle-Orléans. Alors qu'il rentre en Allemagne avec une cargaison de lingots d'or d'une valeur de 2 millions de dollars, il apprend la déclaration de guerre et doit retourner aux États-Unis (pays alors neutre) pour éviter d'être capturé par la France ou le Royaume-Uni. Il est ainsi interné à Bar Harbour, dans le Maine. Alors qu'il était en mer, son capitaine avait ordonné que ses cheminées soient repeintes pour faire ressembler le navire à l’Olympic.
Réquisitionné par les États-Unis le 3 février 1917, le navire est transféré de l'United States Shipping Board (USSB) à l'US Navy lors de l'entrée en guerre. On le renomme alors USS Mount Vernon, du nom de la résidence de George Washington. Il est transformé à Boston pour pouvoir transporter des troupes et du matériel en Europe et est commissionné le 28 juillet 1917.
Le Mount Vernon quitte New York pour Brest le 31 octobre 1917 pour sa première traversée sous pavillon américain, et fait neuf voyages durant la guerre pour transporter des troupes en Europe. Cependant, le 5 septembre 1918, alors que le navire rentre au pays au sein d'un convoi à environ 370 km des côtes françaises, on repère un périscope par tribord. Le Mount Vernon ouvre le feu sur ce qui se révèle être un U-boot, l'U-82. Celui-ci plonge mais a le temps de tirer une torpille vers le transport.
Les officiers du Mount Vernon ordonnent de faire virer le navire sur tribord, mais il ne tourne pas à temps pour éviter la torpille qui le touche en son centre, frappant à hauteur de ses chaudières et provoquant une voie d'eau ; 36 marins sont tués et 13 blessés. Les canons du Mount Vernon tirent en continu dans le sillage du sous-marin et son équipage lâche des grenades anti-sous-marines. Les équipes de réparation réussissent à sauver le navire qui peut rentrer à Brest par ses propres moyens. Temporairement réparé à Brest, le navire rentre finalement à Boston pour de plus amples réparations.
Le Mount Vernon rejoint le Cruiser and Transport Service en février 1919 et part pour la France le jour du Presidents’ Day pour ramener des vétérans aux États-Unis. Après la guerre, le Mount Vernon est stocké au James River Reserve Fleet, avant d'être détruit à Baltimore en 1940.